# Winter-Trüffel
Die Winter-Trüffel (Tuber brumale), auch Muskattrüffel genannt, ist ein Pilz aus der Ordnung der Becherlingsartigen. Der kleinere, essbare, ab Oktober reife, an Wurzeln von Eichen und Buchen wachsende Fruchtkörper ist rundlich und schwarz, kleinwarzig berindet und von aromatischem Geruch.

## Merkmale

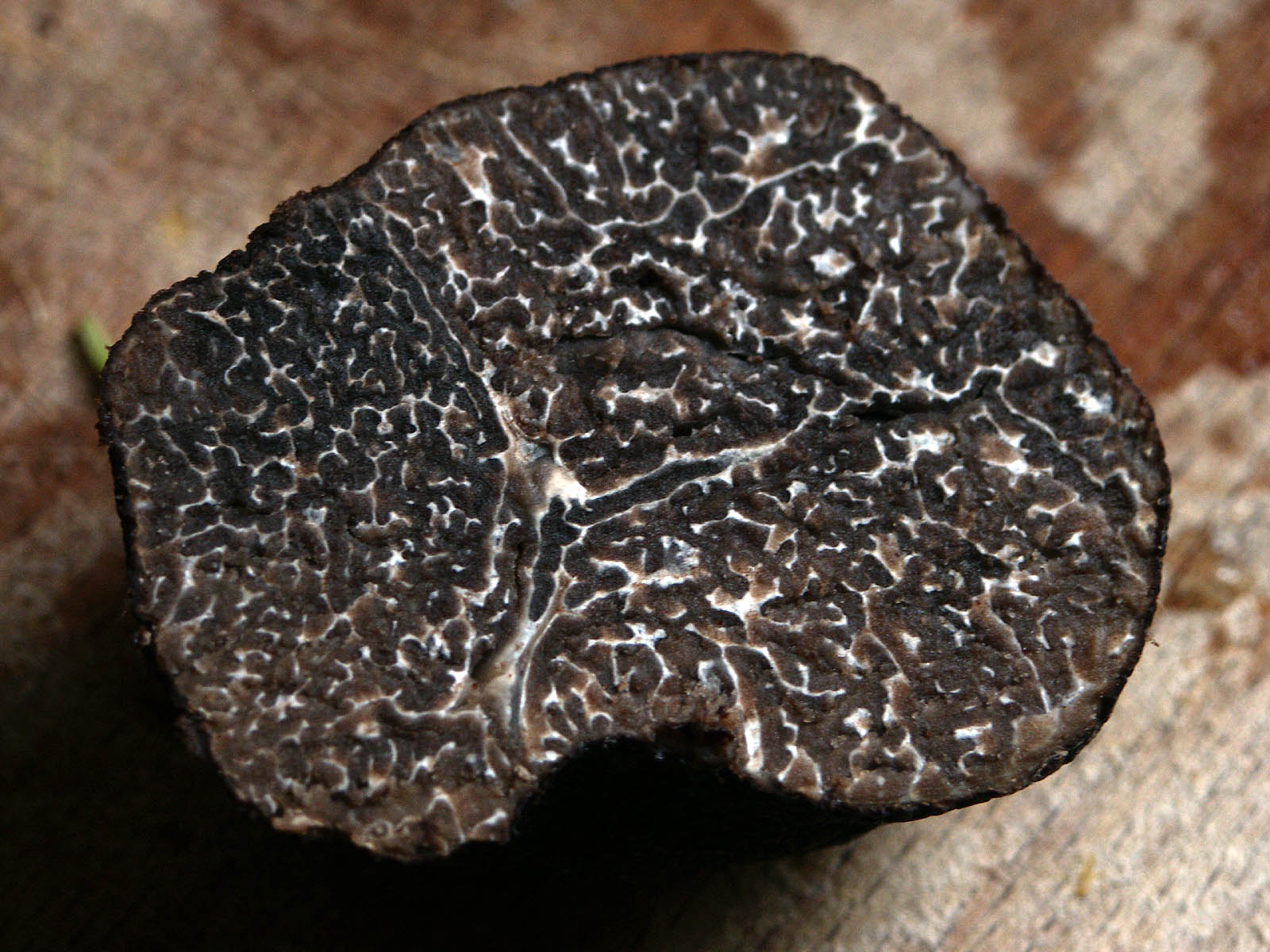
Winter-Trüffel im Anschnitt

### Makroskopische Merkmale
Im Verhältnis zu den meisten anderen Trüffelarten ist der Fruchtkörper der Winter-Trüffel mit einem Durchmesser von einem bis fünf Zentimetern eher kleiner. Die Haut (Peridie) ist jung noch rotbraun gefärbt und wird mit zunehmender Reife schwarz. Meistens weist er deutliche Gruben auf. Die matte Oberfläche ist mit kleinen, etwas kantigen, regelmäßigen, flach-pyramidenförmigen Warzen mit einer Breite von einem bis drei Millimetern versehen. Sie lassen sich mit der Hand leicht abbürsten. Die dünne Rinde ist bei größeren Exemplaren oft rissig. Die erst blasse, dann schwarzbraun bis grauschwarze Fruchtmasse (Gleba) im Innern ist von fester Konsistenz und anfangs weiß, später dann braun geädert.

### Mikroskopische Merkmale
Die 25 bis 42 Mikrometer langen und 17 bis 25 Mikrometer breiten, gelb- bis dunkelbraunen Sporen sind elliptisch und tragen bis zu 5 Mikrometer lange Stacheln. Je nach Anzahl der Sporen in den Schläuchen sind sie unterschiedlich groß.

### Sensorische Merkmale
Die Winter-Trüffel riecht aromatisch nach Muskatnuss, leicht marzipanartig bis würzig-fruchtig. Während der Sporenreife riecht der Fruchtkörper jedoch stark aromatisch nach sauren Früchten, gelegentlich aber auch schwer moschusartig. Sowohl zubereitet als auch roh schmeckt die Winter-Trüffel angenehm mild.

## Verbreitung, Ökologie und Phänologie
Das Verbreitungsgebiet der Winter-Trüffel erstreckt sich von Spanien über die französischen Regionen Provence, Perigord und Burgund, Nord- bis Mittelitalien, Ungarn, dem Balkan bis in die Türkei. In Deutschland ist sie sehr selten, südlich der Mainlinie etwas häufiger, und gilt heute dort als gefährdet.
Man findet sie einzeln hauptsächlich an den Wurzeln von Eichen, Buchen, Haseln und Linden. Sie gedeiht besonders gut in thermophilen Lagen auf kalkhaltigen Böden und reift ab Mitte September, die Trüffelsuche beginnt im Winter. 

## Bedeutung
Die Winter-Trüffel gilt als vorzüglicher Würzpilz, der Preis ist deutlich geringer als der der Perigord-Trüffel. In Scheiben geschnitten ist er bis zur Verwendung getrocknet aufzubewahren. Er eignet sich auch besonders gut für die Herstellung von Trüffelöl.

## Artabgrenzung
Die Perigord-Trüffel (Tuber melanosporum) sieht der Winter-Trüffel sehr ähnlich. Ihr Fruchtkörper wird aber etwas größer und ist violettschwarz bis rotbraun. Die Fruchtmasse ist innen erst weißlich, dann rötlich-violettschwarz marmoriert. Sie ist im reifen Zustand mit zwei parallelen schwärzlichen Linien versehen. Der vorzügliche Würzpilz wächst ebenfalls unter Eichen und Buchen und reift zur selben Zeit, in Deutschland kommt er jedoch nicht vor.
Die Sommer-Trüffel (Tuber aestivum) kann ebenfalls mit der Winter-Trüffel verwechselt werden. Ihre Haut ist aber viel gröber und die Fruchtmasse deutlich heller. Mit bis zu neun Zentimetern Durchmesser können die Fruchtkörper auch an ihrer Größe unterschieden werden. Die Sporen der Sommer-Trüffel sind von netz- bis wabenförmiger Form.